# 旧金山唐人街
旧金山唐人街（英語：Chinatown, San Francisco）是北美洲最古老的唐人街、亚洲以外最大的华人社区，也是舊金山市內人口密度較高的區域。唐人街自1840年代成立以来，一直在美国以至整個北美洲华人移民社區的历史和文化中擔當著重要的角色。它除了是数以千計华人移民抵美後的落腳点和安家之处外，也是一个主要旅游景点 — 其商店，餐馆和景点每年吸引的游客超过金门大桥。

## 历史
传统上，唐人街由北滩和电报山定义为布什街、泰勒街、海湾街和三藩市灣包围的地区。唐人街地处旧金山金融區及小義大利附近，长1英里，宽1.34英里。目前的边界大约是东到蒙哥马利街（Montgomery Street）、哥伦布大道（Columbus Avenue），北到联合街（Union Street）和北滩（North Beach），东南是布什街（Bush Street）和联合广场（Union Square）。
唐人街内有两条主要街道：一条是都板街（Grant Avenue；譯自舊名Dupont Street），在布什街口有龍門牌坊，聖瑪莉廣場有孙中山雕像，退伍军人战争纪念馆；商店，餐厅和小型商场，主要是迎合游客。另一条是市德頓街（Stockton Street），有數條無軌電車及公共汽車路線行駛該街，舊金山輕軌T線北段終點站華埠站設於市德頓街地下，於2022年末啟用，為服務舊金山唐人街的主要軌道車站。
唐人街的一个主要焦点是花園角廣場（Portsmouth Square）。由于花園角廣場是在唐人街的少数开放空间之一，活动熙熙攘攘，如太极拳和围棋，而每年夏季的華埠夜市亦於此處舉行。

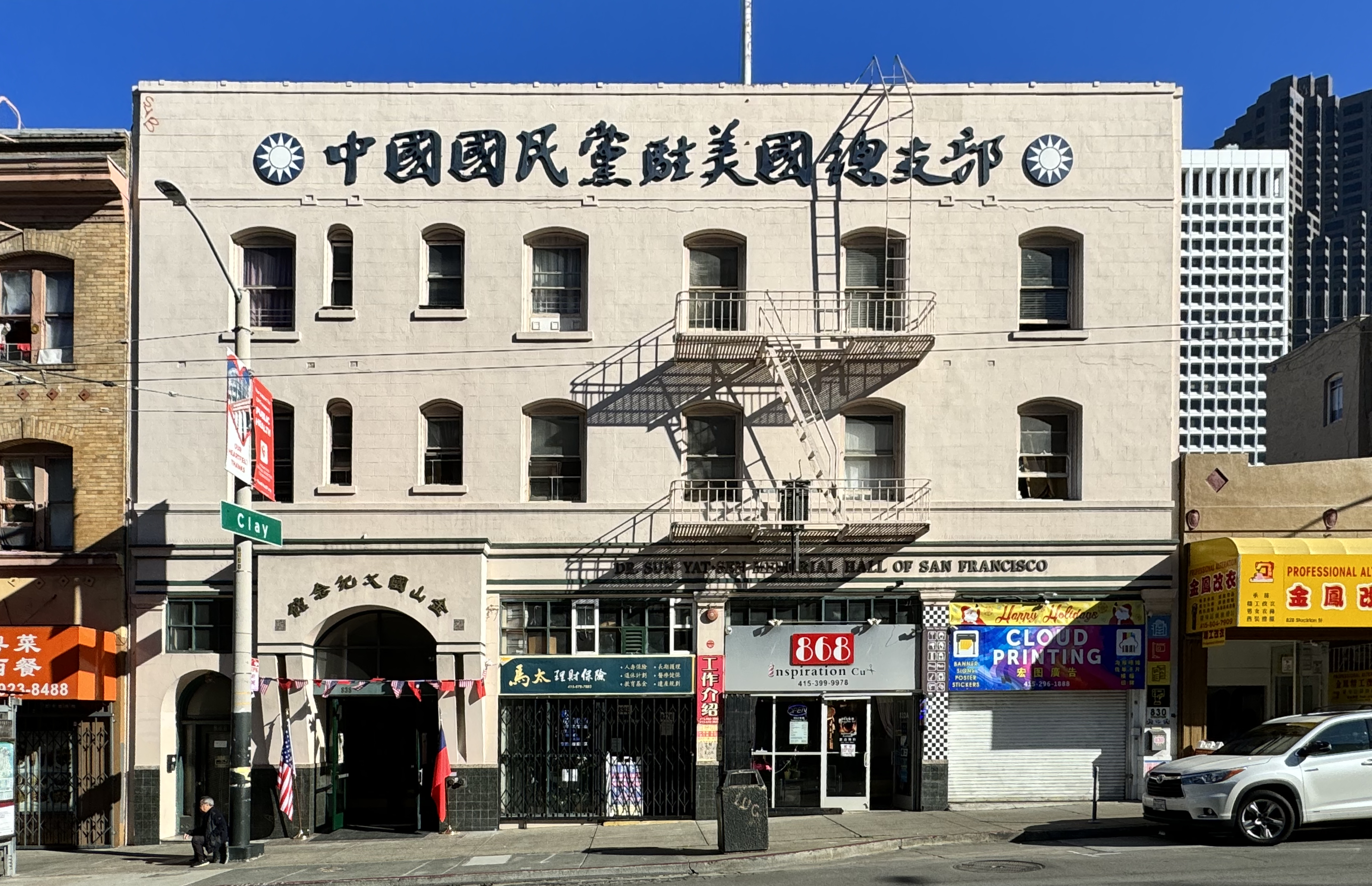
位於市德頓街的中國國民黨駐美國總支部

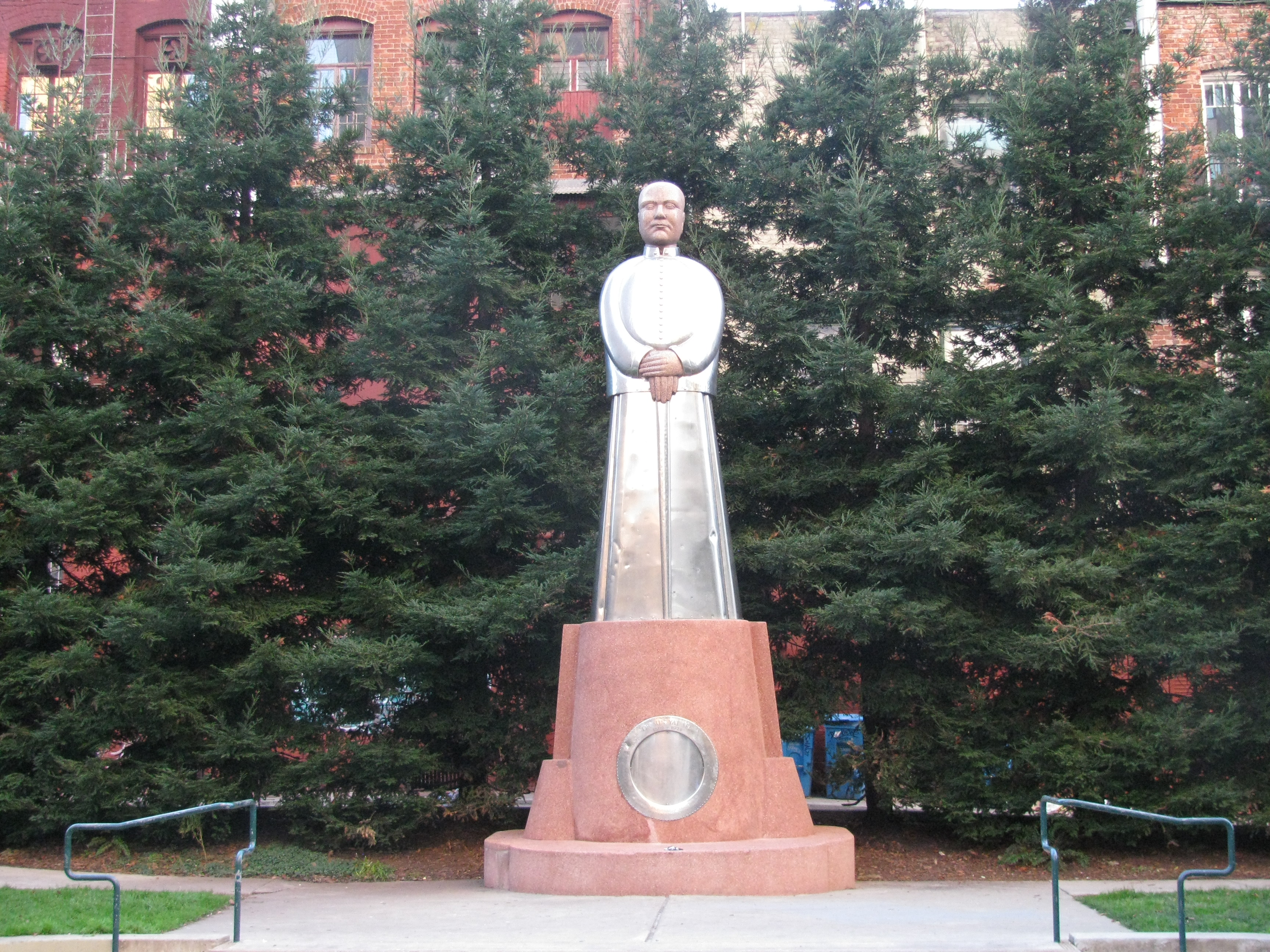
位於聖瑪利亞廣場的孫中山雕像

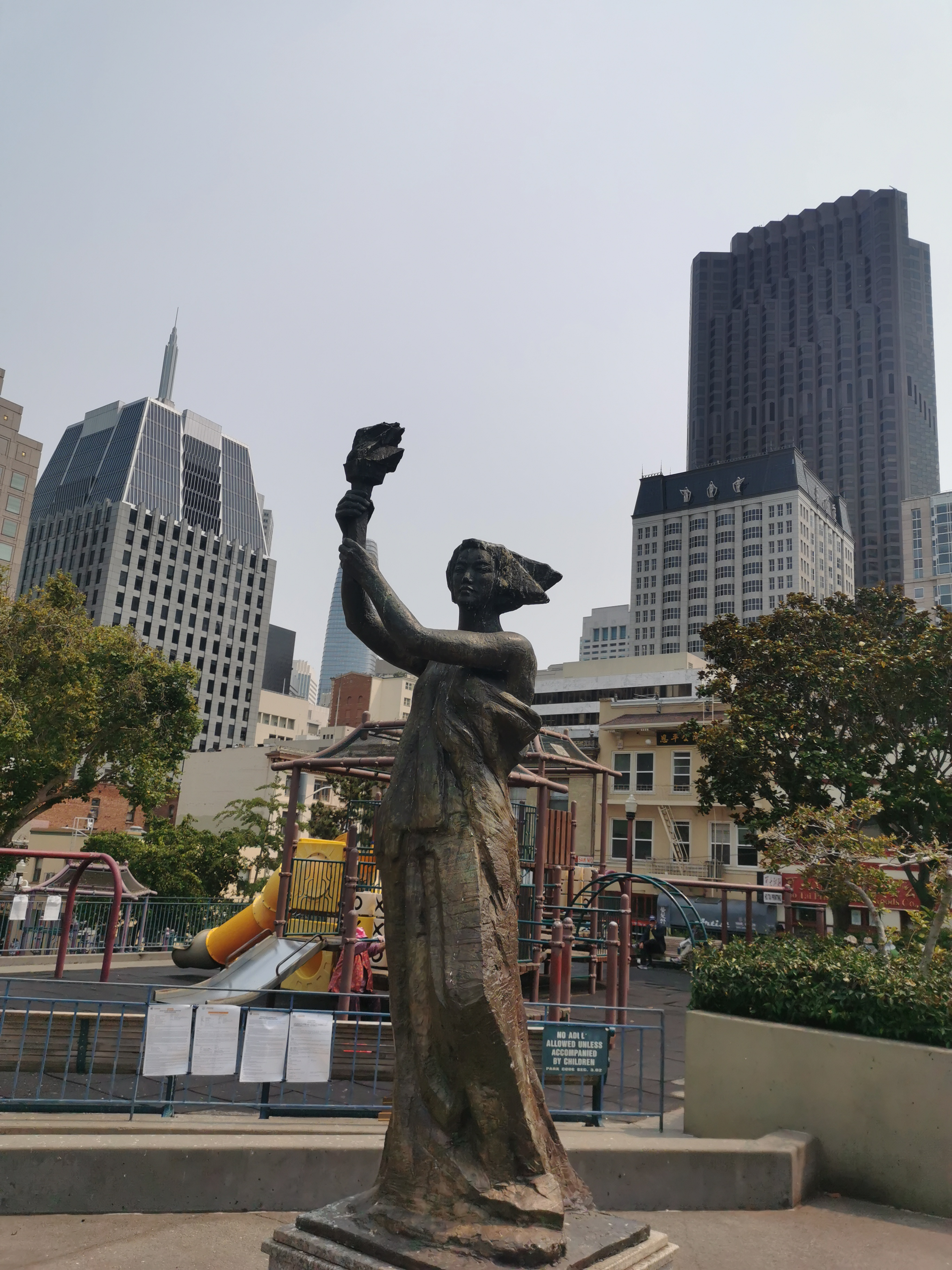
舊金山華埠的民主女神

20世紀50年代至本世紀初，舊金山華埠的建築物多懸掛青天白日旗，只有一兩面五星紅旗在僅有的親北京僑團屋頂飄揚，六四事件後更曾經完全不見五星紅旗的蹤影。然而，隨著中美關係改善、來自中國大陸的新僑民不斷增多，舊金山華埠許多建築物紛紛改旗易幟，傳統僑社中華總會館下屬的七大會館，有五大會館先後升起五星紅旗，五星紅旗在華埠的天空越飄越多，引起媒體關注和報道。其中一個被認為具有曆史轉折意義的事件是，2013年5月26日，中華總會館主席團投票決定撤下大堂的中華民國國旗，隨即時任中國駐舊金山總領事袁南生以勝利者的姿態首次進入中華總會館。僑團紛紛改旗易幟，並不乏反對聲音，2020年8月16日下午，有華人群體來到地處舊金山華埠中心地帶的花園角廣場，豎立起一塊“敦促親共僑團摘除華埠五星紅旗”看板，抗議越來越多的五星紅旗在美國各地華埠飄揚。

## 區内街道

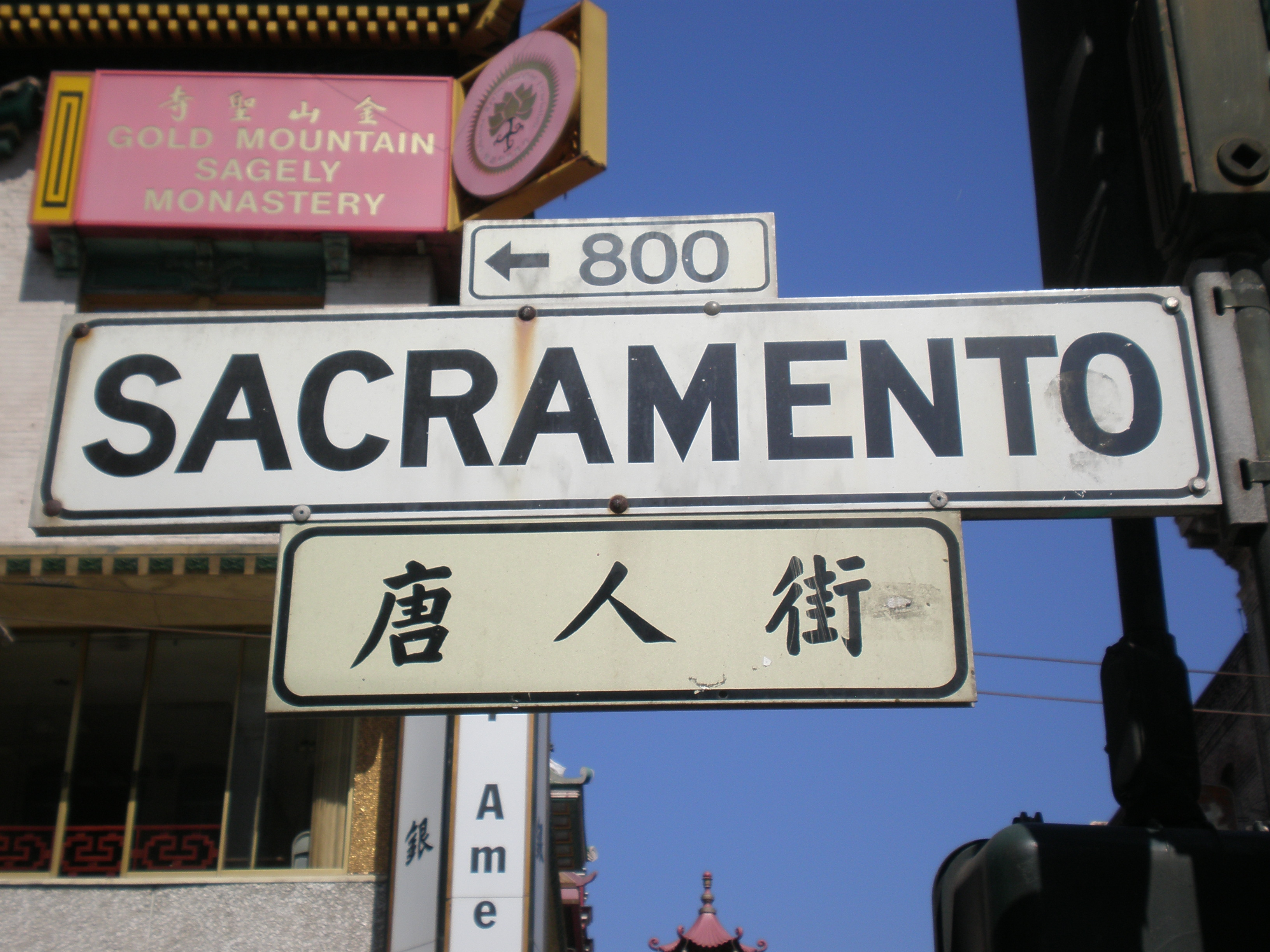
唐人街（Sacramento Street）雙語路牌

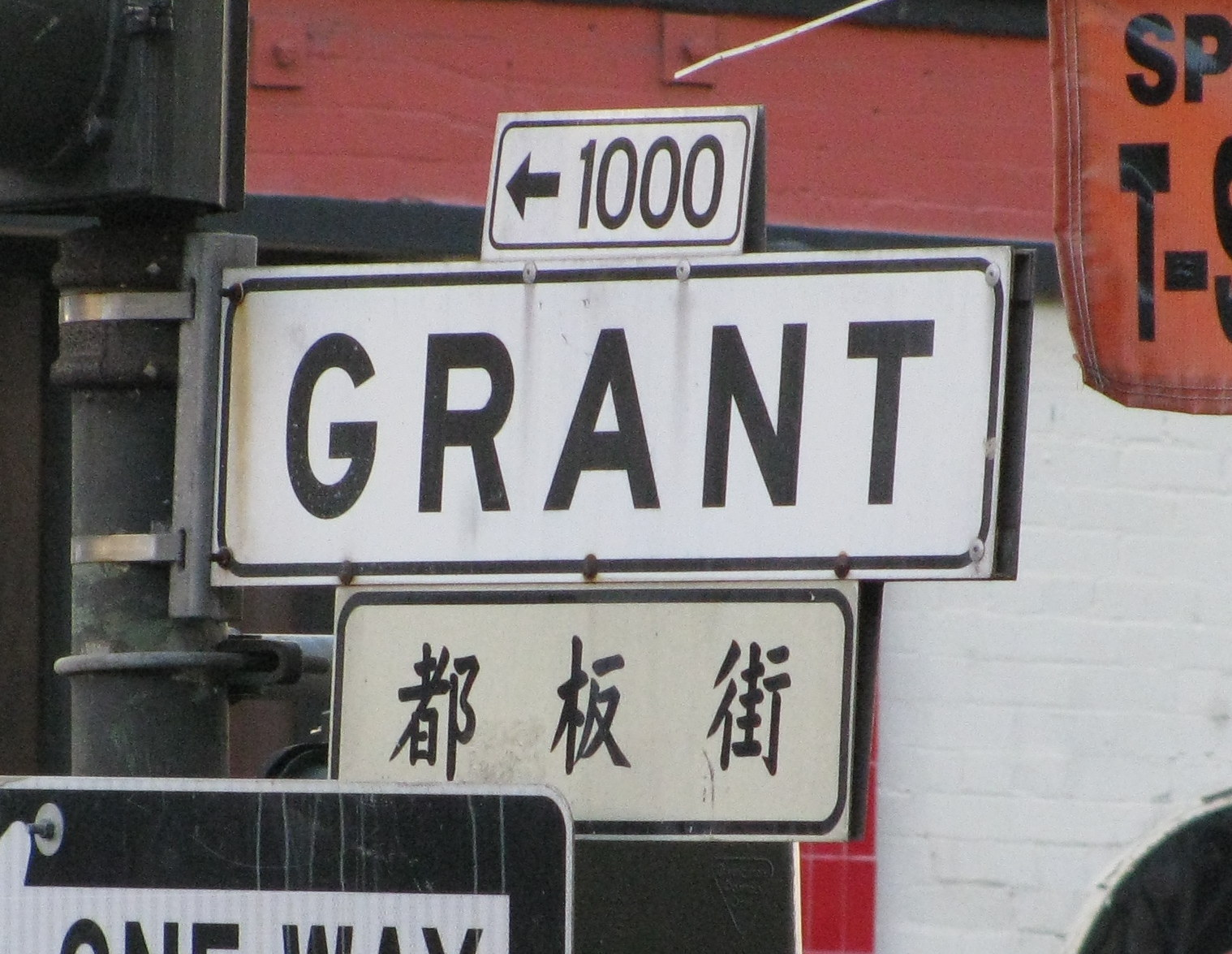
都板街（Grant Avenue）雙語路牌

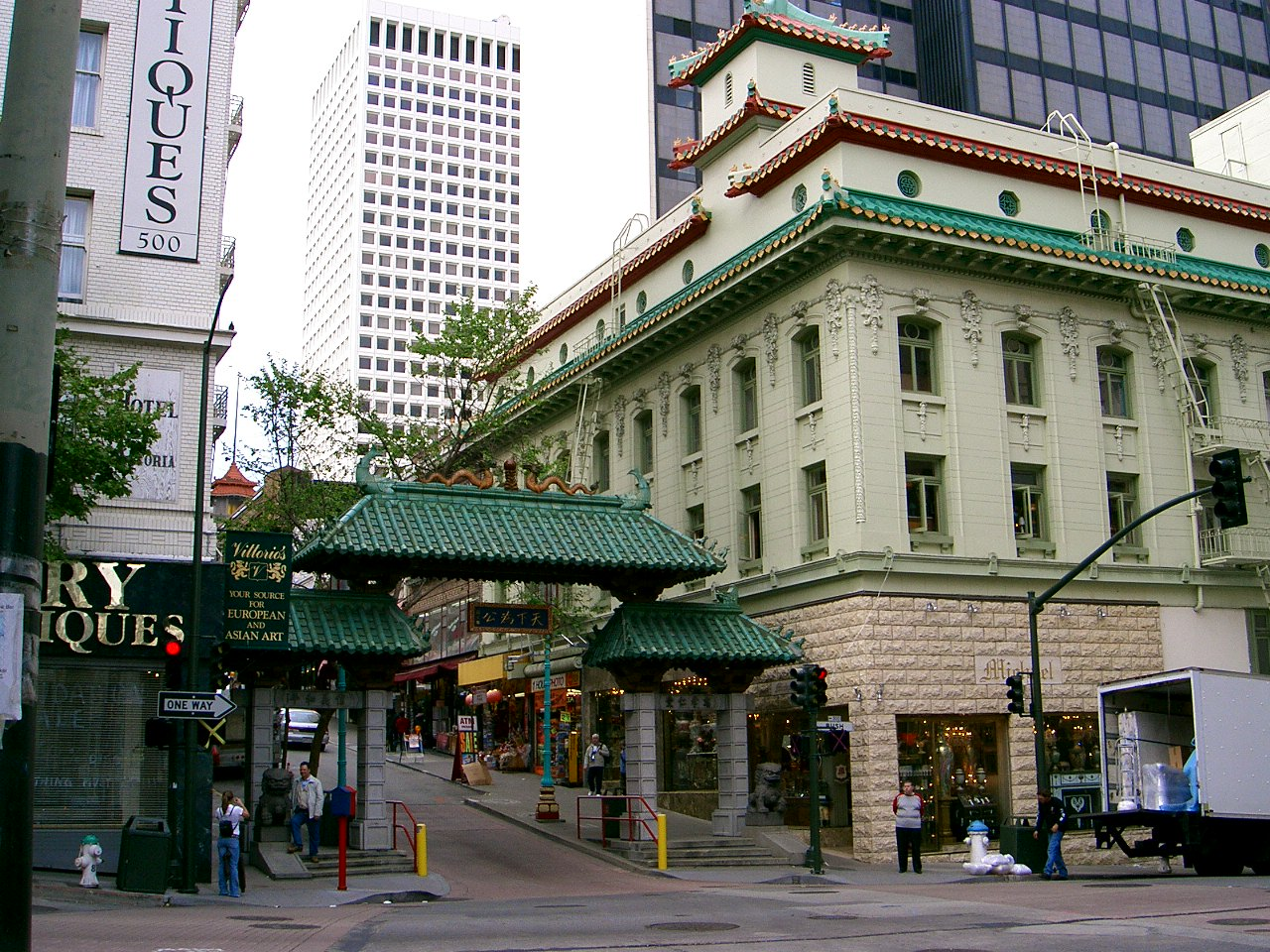
龍門

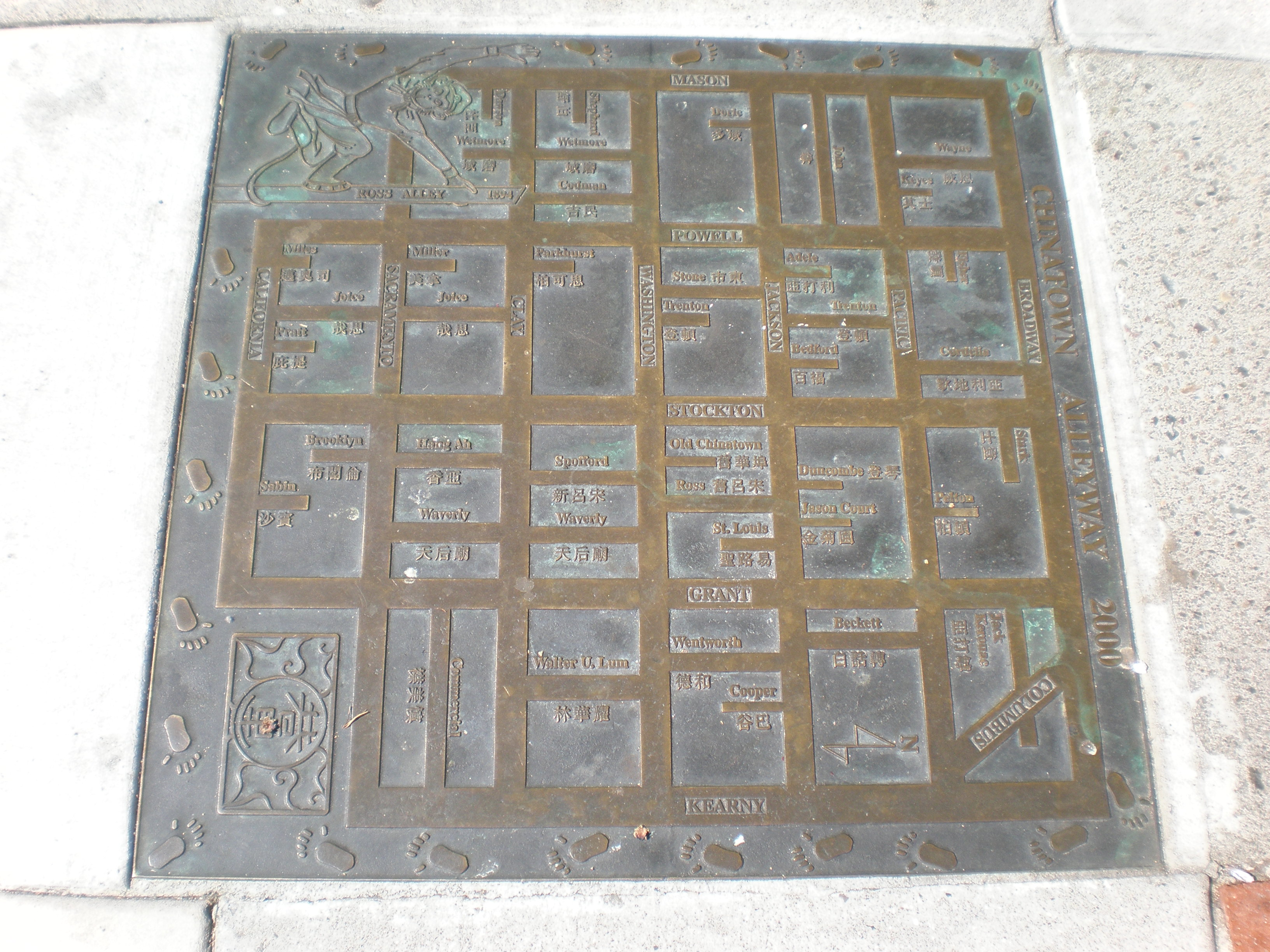
置於行人路上的華埠街道圖

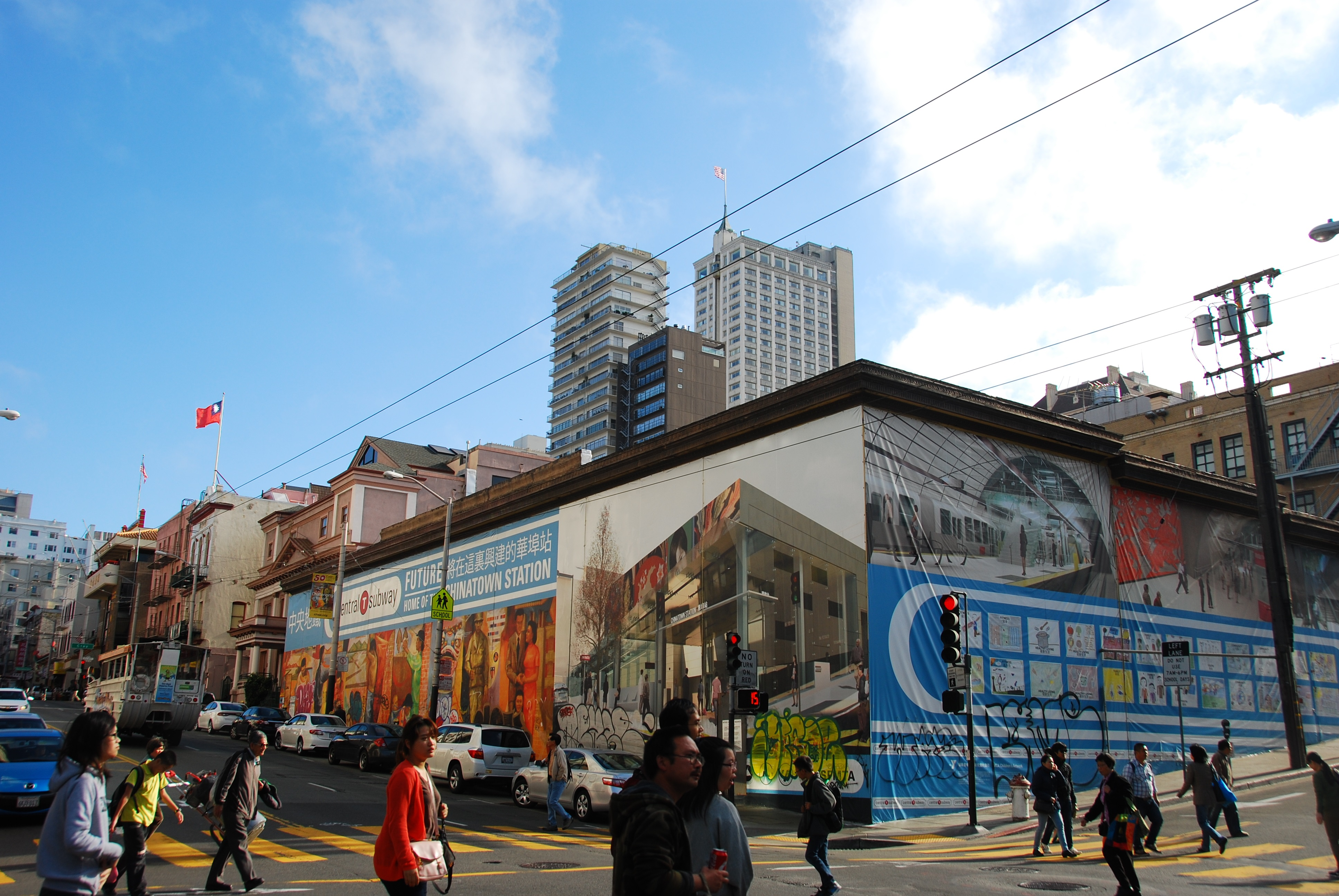
興建中的中央地鐵華埠站

三藩市市政府於區内設有中英文雙語路牌。

### 主要街道
- 企李街（Clay Street）
- 襟美慎街（Commercial Street）
- 都板街（Grant Avenue）：1846年美國自墨西哥取得加州之後，就將這條街取名為都板街（Dupont Street），以紀念當時防衛舊金山的樸茲茅斯艦艦長杜邦（都板）。1906年舊金山大地震之後都板街重新整修，過去幫派鬥毆、煙毒形象得以改善。市府將其改名為格蘭特街(Grant Avenue)，以紀念第十八位總統尤利西斯·辛普森·格兰特；但時至今日，中文街牌仍然沿用都板街。[5]
- 昃臣街（Jackson Street）
- 板街（Pine Street）
- 唐人街（Sacramento Street，直譯沙加緬度街）
- 市德頓街（Stockton Street）
- 華盛頓街（Washington Street）

### 小巷
- 碧潔街（Beckett Street）
- 香亞街（Heung Ah Street）、又稱寶塔巷（Pagoda Alley）
- 舊華埠巷（Old Chinatown Lane）
- 羅斯巷（Ross Alley）
- 市寶福巷（Spofford Street）
- 聖路易巷（St. Louis Place）
- 林華耀街（Walter U. Lum Place）
- 天后廟街（Waverly Place）
- 灣德和夫街（Wentworth Street）

## 交通
BART（灣區捷運）或MUNI轻轨到Montgomery Street站，出站步行500米即到唐人街

## 外部連結
- Chinatown San Francisco （页面存档备份，存于）

Template:三藩市
37°47′41″N 122°24′26″W / 37.79472°N 122.40722°W